# Flauto contralto
Il flauto contralto è uno strumento a fiato della famiglia dei legni. È l'estensione immediatamente più grave del flauto in do. Si caratterizza per il suo caldo e distinto timbro nella porzione più bassa della sua estensione.

## Caratteristiche

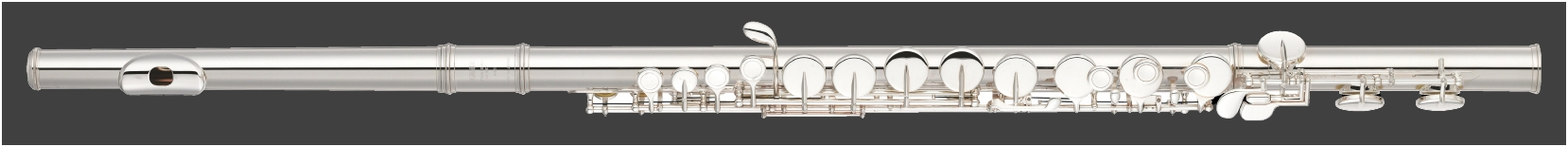
Flauto contralto con testata dritta

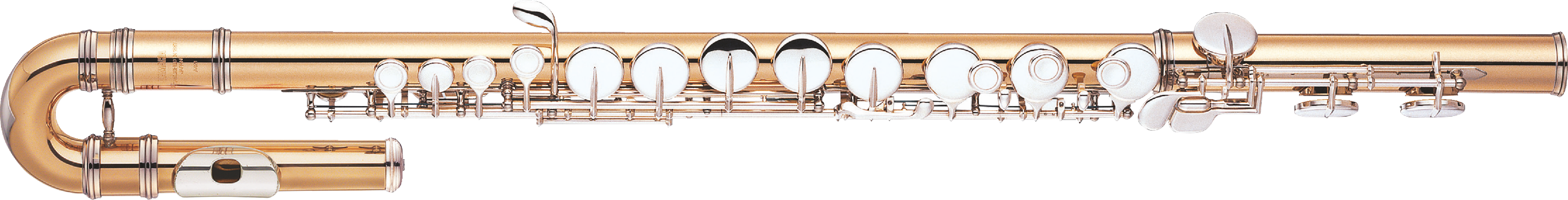
Flauto contralto con testata curva

Il flauto contralto è considerevolmente più lungo e ha un diametro maggiore rispetto al flauto in do, richiedendo più fiato da parte dell'esecutore. Lo strumento fornisce una presenza dinamica maggiore nell'ottava e mezzo più bassa della sua estensione.
È uno strumento traspositore e legge in chiave di sol (con effetto una quarta più in basso rispetto alle note scritte). La sua estensione va dal sol2 (il sol sotto il do centrale) al sol5 (4 tagli addizionali sopra il rigo in chiave di violino).
La testata può essere dritta o curva, ed entrambi i modelli hanno un sistema di chiavi Boehm (lo strumento è stato reso popolare da Theobald Boehm, che di fatto ha sviluppato il moderno flauto contralto), e il fatto che sia uno strumento traspositore permette ai flautisti di suonare lo strumento senza dover imparare nuove posizioni.
La versione con testata curva è spesso preferita dai flautisti di minore statura, perché richiede meno sforzi delle braccia e ha il baricentro dello strumento più vicino al corpo dell'esecutore. La versione dritta è più frequentemente usata per comodità e per ragioni acustiche.
L'imboccatura è simile a quella del flauto in Do, ma proporzionata alla taglia dello strumento e anche il foro fra le labbra deve essere più largo.

## Impiego
Oltre ad essere usato in varie formazioni flautistiche e da concerto, il flauto contralto è popolare in molti gruppi jazz. È considerato uno strumento di raddoppio per i sassofonisti.
Nella letteratura classica, il flauto contralto è spesso associato agli spartiti di Igor' Fëdorovič Stravinskij e Maurice Ravel: entrambi usarono i coloriti effetti dello strumento in vari contesti. È presente nel Dafne e Chloé di Ravel, nella Sagra della Primavera di Stravinskij, nell'opera Cyrano de Bergerac di Franco Alfano, nella Scythian Suite di Sergei Prokofiev. Shostakovich lo impiegò nelle opere Gli scommettitori (incompleta), Katerina Ismailova, Lady Macbeth del distretto di Mtsensk, nella Sinfonia No. 7 (Leningrado), per esempio, e in alcuni passaggi della suite I pianeti di Gustav Holst.
È stato anche usato da Howard Shore nelle musiche della trilogia del Signore degli Anelli e da molti altri compositori contemporanei.